# Jean-Louis Lorrain
Pour les articles homonymes, voir Lorrain (homonymie).
 (juin 2019).
Jean-Louis Lorrain, né le 12 mars 1948 à Metz (Moselle) et mort le 27 juin 2013 à Rixheim (Haut-Rhin), est un homme politique français.

## Biographie
Médecin de profession, titulaire d'un doctorat en médecine à la faculté de Nancy, Jean-Louis Lorrain est maire de Landser (Haut-Rhin) de 1977 à 2008 et conseiller général du Haut-Rhin, élu dans le canton de Sierentz, de 1979 à 2011.
Élu sénateur du Haut-Rhin en 1995, il quitte la chambre haute après sa défaite élections sénatoriales de 2004, conséquence des divisions de la droite dans le département. Après avoir été membre de l'UDF, il adhère à l'UMP en 2002.
Jean-Louis Lorrain redevient sénateur du Haut-Rhin le 7 mars 2010, à la suite de la nomination d'Hubert Haenel au Conseil constitutionnel. Candidat à sa réélection dans le canton de Sierentz en mars 2011, il est battu par son ancien premier adjoint, devenu maire de Landser, Daniel Adrian.
Il meurt des suites d'un cancer foudroyant le 27 juin 2013.

## Détail des mandats et fonctions
- 20 mars 1977 - 9 mars 2008 : maire de Landser
- 24 septembre 1995 - 30 septembre 2004 : sénateur du Haut-Rhin
- 1979 - 27 mars 2011 : conseiller général du Haut-Rhin, élu dans le canton de Sierentz, vice-président du conseil général
- 7 mars 2010 - 27 juin 2013 : sénateur du Haut-Rhin